# Very Large Array
O Very Large Array é um observatório de radioastronomia localizado na Planície de San Agustin, entre as cidades de Magdalena e Datil, a aproximadamente 80 km a oeste de Socorro, no Novo México. A U.S. Route 60 atravessa o complexo, que é adjacente ao Double H High Adventure Base dos escoteiros. O complexo está localizado a 2124 m do nível do mar e é parte do National Radio Astronomy Observatory (NRAO).

## Características
O observatório consiste em 27 antenas independentes, cada um com um disco de diâmetro de 25 metros e pesando 209 toneladas. As antenas são ordenadas ao longo de três braços, formando um Y (cada braço mede 21 km). Utilizando estradas de ferro que acompanham cada braço e locomotivas especialmente projetadas com guindastes, as antenas podem ser fisicamente realocadas para um número preparado de posições.